# Goryphus apicalis
Goryphus apicalis là một loài tò vò trong họ Ichneumonidae.